# Rubus bigelovianus
Rubus bigelovianus är en rosväxtart som beskrevs av Liberty Hyde Bailey. Rubus bigelovianus ingår i släktet rubusar, och familjen rosväxter. Inga underarter finns listade i Catalogue of Life.